# Nagano Mei
Nagano Mei (永野 芽郁 Nagano Mei, sinh ngày 24 tháng 9 năm 1999 tại Tokyo) là một nữ diễn viên và nhân vật giải trí người Nhật Bản. Cô hiện đang liên kết hoạt động với chi nhánh một của công ty Stardust Promotion.

## Xuất thân
Nagano Mei sinh ra tại Nishitōkyō, Tokyo. Từ lúc học lớp ba ở bậc tiểu học, các nhà tìm kiếm tài năng đã phát hiện ra Mei trên đường cô đi mua sắm ở gần phố mua sắm Kichijoji Sunroad, Kichijōj, Tokyo; và họ đã đưa cô dấn thân vào ngành giải trí.

## Sự nghiệp

### Người mẫu
Kể từ năm 2010, Mei đã là gương mặt thường xuyên cho tạp chí thời trang Nico☆Puchi (Shinchosha) và từ tháng 6 năm 2013 đến tháng 3 năm 2016, cô làm người mẫu cho tạp chí Nicola (Shinchosha) - ấn phẩm chị em với Nicomo. Biệt hiệu của cô là "Mei©". Từ tháng 8 năm 2016 đến năm 2019, cô làm người mẫu cho tạp chí Seventeen (Shūeisha). Ngày 30 tháng 4 năm 2019, cô tốt nghiệp vị trí người mẫu độc quyền cho tạp chí Seventeen.

### Diễn xuất
Cô bắt đầu sự nghiệp diễn xuất bằng một vai diễn nhí trong bộ phim Hard Revenge, Milly: Bloody Battle (2009) thuộc loạt phim Hard Revenge, Milly. Trong bộ phim truyền hình chính kịch Hagane no Onna (2010) của TV Asahi, cô nhập vai nhân vật chính Ineko Haga lúc nhỏ (bản trưởng thành do Kichise Michiko đóng) và trong bộ phim truyền hình taiga Yae no Sakura (2013) của NHK, cô tiếp tục nhập vai Tokiwa Yamakawa lúc nhỏ (bản trưởng thành do Satô Miyuki thể hiện).
Mei đã vượt qua thành công buổi thử vai và được sắm vai nữ chính trong phim Ore Monogatari!! (phát hành ngày 31 tháng 10 năm 2015) - tác phẩm đã giúp cô trở thành tâm điểm của sự chú ý. Tháng 11 cùng năm, cô được bổ nhiệm làm quản lý đội cổ vũ của giải vô địch bóng đá trung học toàn Nhật Bản - được xem là bước đầu để cô theo đuổi diễn xuất.
Năm 2016, Mei sắm một vai trong phim truyền hình chiếu vào 9 giờ sáng Thứ Hai mang tên Itsuka Kono Koi o Omoidashite Kitto Naite Shimau (Fuji TV), và vào tháng 7 năm ấy, cô lần đầu có được vai chính trong tác phẩm truyền hình Koe Koi (TV Tokyo), cô còn thủ vai người vợ Senhime của tướng quân Toyotomi Hideyori trong tác phẩm Sanadamaru của NHK. Cùng năm ấy, cô được chọn làm nhân vật quảng cáo (CM) thứ 13 của nhãn hàng nước giải khát Calpis Water, và đến cuối năm đó, cô đóng trong phim quảng cáo của UQ Mobile, cùng với Fukada Kyoko và Tabe Mikako vào vai ba chị em.
Tác phẩm điện ảnh đầu tiên mà Mei vào vai chính là Daytime Shooting Star (phát hành tháng 3 năm 2017), trong phim cô nhập vai nhân vật chính Yosano Suzume.
Tháng 3 năm 2018, Mei tốt nghiệp trung học. Tuy là lần đầu đi thử vai nữ chính, Nagano đã vượt qua 2.366 ứng viên khác để sắm vai đó trong phim truyền hình buổi sáng Hanbun, Aoi (tác phẩm lên sóng vào tháng 4 năm ấy), cô nhận vai nhân vật chính Nireno Suzue. Vai diễn này khó nhằn bởi nhân vật nữ bị điếc ở tai trái do bệnh lúc còn nhỏ, vì thế Nagano đã cẩn thận chuẩn bị cho vai diễn bằng cách đeo nút bịt ở tai trái và nghe những người bị điếc ngoài đời kể lại câu chuyện của họ.
Ngày 23 tháng 7 năm 2021, Nagano thông báo cô đã bị nhiễm COVID-19. Do đó việc ghi hình bộ phim Hakozume: Kōban Joshi no Gyakushū (Nippon TV) mà cô đang tham gia đã bị ảnh hưởng, hai tập phim bị thay thế bằng một tập đặc biệt trên truyền hình vào các ngày 4 và 11 tháng 8. Ngày 5 tháng 8, Nagano thông báo cô đã tiếp tục tham gia ghi hình bộ phim.
Ngày 6 tháng 7 năm 2022, tác phẩm truyền hình Hakozume: Kōban Joshi no Gyakushū mà cô đóng cùng Toda Erika đã giành giải Phim truyền hình xuất sắc nhất tại lễ trao giải của tổ chức Văn hóa phát thanh truyền hình lần thứ 48, còn cá nhân cô cũng giành giải cho diễn xuất hay nhất.
Ngày 8 tháng 1 năm 2024, cô lần đầu đóng trong tác phẩm truyền hình chiếu vào 9 giờ sáng Thứ Hai mang tên Kimi ga Kokoro wo Kuretakara của Fuji TV với vai Aihara Ame. Cũng trong năm ấy, cô đóng chính cùng bạn diễn Satō Takeru trong bản phim điện ảnh chuyển thể người đóng của Hataraku Saibō (Cells at Work!). Trong phim, cô thủ vai một hồng cầu; cô và Satō đã xuất hiện trên tấm áp phích của phim - hiện đang nộp lên Kỷ lục Guinness để được xác lập là tấm áp phích nhỏ nhất thế giới (4mm).

## Đời tư

### Sở thích
Sở thích của Nagano là chụp ảnh, chơi guitar và chạy bộ. Sau khi học chơi ukulele lúc học lớp năm ở tiểu học, cô trở nên hứng thú với nhạc cụ bộ dây, và lên năm hai sơ trung, cô bắt đầu tập acoustic guitar và sau đó bắt đầu tập cả guitar điện. Những nhạc sĩ mà cô yêu thích gồm George Clinton, Red Hot Chili Peppers, Stevie Wonder, Ulfuls, Bruno Mars, Nagabuchi Tsuyoshi và Amuro Namie. Tại lễ hội Ikakunin Festival, trong buổi họp báo khi cô được bổ nhiệm làm nữ hoạt náo viên, Mei đã thể hiện bài "Butterflies" của Bump of Chicken - được dùng trong phim quảng cáo của Calpis Water mà chính cô đóng. Mei phát hiện ra niềm đam mê với dàn trống sau khi xem một buổi biểu diễn của một nghệ sĩ chung công ty quản lý và chơi trống được xem là cách để cô giải tỏa căng thẳng. Cô còn học chơi đàn koto ở tiểu học và đàn shamisen ở năm đầu trung học. Cô cũng thích tập thể dục và chạy bộ mỗi khi rảnh rỗi. Nagano sẽ chạy từ ga này sang ga khác cùng với một người bạn, có lúc cô chạy tới 20 km. Những tài lẻ khác của cô là thể thao và bắt chước.
Diễn viên hài yêu thích của Nagano là Nakayama Kinni-kun. Cô biết đến Nakayama qua một video mà bạn cô giới thiệu; mỗi khi chán chường trong lúc ghi hình phim, Nagano lấy video của Nakayama ra xem và thấy mình được động viên rất nhiều. Khi họ lần đầu gặp nhau trên chương trình tạp kỹ Gyoretsuno dekiru horitsu sodanjo của Nippon TV, cô đã bật khóc; sau khi yêu cầu mình được ôm Gakayma, cô đã được chính anh đồng ý. Món ăn yêu thích của Nagano là ramen muối, cô ăn món này ít nhất hai lần một tuần để "nạp năng lượng", và cô cho biết mình chẳng ngại khi ngồi ăn ramen một mình.

### Bạn bè và gia đình
Nagano có một người anh trai lớn hơn cô ba tuổi. Cô rất thân thiết với đồng nghiệp Imada Mio, thậm chí hai người đã đón Giáng Sinh cùng nhau hai năm liên tiếp. Cô cũng làm bạn với Aoi Wakana – đồng nghiệp chung công ty quản lý và là nữ chính của một số tác phẩm truyền hình buổi sáng. Họ gặp nhau lần đầu hồi tiểu học và chưa từng đóng phim chung, chỉ tình cờ gặp nhau một lần mỗi năm ở công ty. Năm 2017, họ tình cờ trùng ngày đi chụp ảnh quảng cáo, rồi trao đổi liên lạc và trở nên thân thiết.

## Danh sách phim

### Phim điện ảnh
| Năm  | Tựa phim                             | Vai diễn                | Ghi chú   | C.thích |
| ---- | ------------------------------------ | ----------------------- | --------- | ------- |
| 2009 | Hard Revenge Milly: Bloody Battle    |                         |           |         |
| 2010 | Zeburāman -Zebura Shiti no Gyakushū- | Sumire                  |           |         |
| 2010 | Watashi no Yasashiku nai Senpai      | Iriomote Yamako lúc nhỏ |           | [ 51 ]  |
| 2012 | Rurouni Kenshin                      | Tsubame Sanjō           |           | [ 52 ]  |
| 2012 | Gachipan: Ultra Max                  | Seira                   |           |         |
| 2015 | Tsukuroi Tatsu Hito                  | Mari                    |           | [ 53 ]  |
| 2015 | Ore Monogatari!!                     | Yamato Rinko            |           | [ 54 ]  |
| 2017 | Daytime Shooting Star                | Yosano Suzume           | Vai chính | [ 21 ]  |
| 2017 | Parks                                | Haru                    |           | [ 55 ]  |
| 2017 | Teiichi no Kuni                      | Shiratori Mimiko        |           | [ 56 ]  |
| 2017 | Peach Girl                           | Kashiwagi Sae           |           | [ 57 ]  |
| 2017 | Mikkusu                              | Ogasawara Airi          |           | [ 58 ]  |
| 2019 | Kimi wa tsukiyo ni hikarikagayaku    | Watarase Mamizu         | Vai chính | [ 59 ]  |
| 2019 | NiNoKuni                             | Kotona và Asha (voice)  |           | [ 60 ]  |
| 2020 | Masked Ward                          | Kawasaki Hitomi         |           | [ 61 ]  |
| 2021 | It's a Flickering Life               | Yoshiko lúc nhỏ         |           | [ 62 ]  |
| 2021 | Jigoku no Hanazono: Office Royale    | Tanaka Naoko            | Vai chính | [ 63 ]  |
| 2021 | And So the Baton Is Passed           | Morimiya Yūko           | Vai chính | [ 64 ]  |
| 2022 | My Broken Mariko                     | Shiino Tomoyo           | Vai chính | [ 65 ]  |
| 2022 | Motherhood                           | Sayaka                  | Vai chính | [ 66 ]  |
| 2023 | Mom, Is That You?!                   | Mai                     |           | [ 67 ]  |
| 2024 | Eiga Karakai Jōzu no Takagi-san      | Takagi                  | Vai chính | [ 68 ]  |
| 2024 | Hataraku Saibō                       | Hồng cầu (AE3803)       | Vai chính | [ 69 ]  |

### Phim truyền hình
| Năm  | Tựa phim                                  | Vai diễn                | Ghi chú                        | C.thích       |
| ---- | ----------------------------------------- | ----------------------- | ------------------------------ | ------------- |
| 2010 | Hagane no Onna                            | Haga Ineko lúc nhỏ      | Tập 6                          | [ 70 ]        |
| 2011 | Tokidoki Mayomayo                         | Tamako                  | Tập 36: Onee-chan to Yobanaide | [ 71 ]        |
| 2011 | ABU Asia Kodomo Drama Series              | Mishima Mizuki          | Mùa 7, tập 2: "Ensoku"         | [ 72 ]        |
| 2011 | True Horror Stories: Summer 2011          | Bệnh nhân               | Phim truyền hình ngắn tập      |               |
| 2012 | Stand Up! Vanguard                        | Mizuhara Sumire         | Phim điện ảnh truyền hình      | [ 73 ]        |
| 2013 | Yae no Sakura                             | Tokiwa Yamakawa lúc nhỏ | Phim Taiga                     |               |
| 2014 | Platonic                                  | Mochizuki Sari          |                                | [ 74 ]        |
| 2014 | Tokyo ni Olympics o Yonda Otoko           | Thí sinh Wada Miyako    |                                |               |
| 2015 | Suiyo Mystery 9: Hoshin                   | Miyashita Chinatsu      | Phim điện ảnh truyền hình      |               |
| 2015 | High School Chorus                        | Kondo Miki              | Tập 3                          | [ 70 ]        |
| 2015 | Summer Stalker Blues                      | Nakajō Aki              |                                | [ 75 ]        |
| 2015 | Teddy Go!                                 | Amano Anne              |                                | [ 76 ]        |
| 2015 | Chō Gentei Nōryoku                        | Hashida Miyuki          |                                | [ 77 ]        |
| 2016 | Love That Makes You Cry                   | Funakawa Remi           |                                | [ 78 ]        |
| 2016 | Koe Koi                                   | Yoshioka Yuiko          | Vai chính                      |               |
| 2016 | Sanada Maru                               | Senhime                 | Phim Taiga                     | [ 79 ]        |
| 2017 | Super Salaryman Mr. Saenai                | Sasahara Momoko         | Tập 8                          | [ 80 ]        |
| 2017 | Fugitive Boys                             | Aokawa Renko            |                                | [ 81 ]        |
| 2018 | Hanbun, Aoi.                              | Nireno Suzume           | Vai chính, Asadora             | [ 82 ]        |
| 2019 | Mr. Hiiragi's Homeroom                    | Kayano Sakura           | Vai chính                      | [ 83 ]        |
| 2020 | Daddy is My Classmate                     | Obika Sakura            |                                | [ 84 ] [ 85 ] |
| 2021 | Ichikei's Crow: The Criminal Court Judges | Một bị cáo              | Khách mời                      | [ 86 ]        |
| 2021 | Hakozume: Kōban Joshi no Gyakushū         | Kawai Mai               | Vai chính                      | [ 87 ]        |
| 2022 | Riding a Unicorn                          | Narukawa Sana           | Vai chính                      | [ 88 ]        |
| 2023 | Mitarai-ke, Enjō Suru                     | Murata Anzu             | Vai chính                      | [ 89 ]        |
| 2024 | The Gift of Your Heart                    | Aihara Ame              | Vai chính                      | [ 90 ]        |

### Tác phẩm truyền hình khác
| Năm  | Tên chương trình                 | Ghi chú                                             | C.thích |
| ---- | -------------------------------- | --------------------------------------------------- | ------- |
| 2018 | NHK Kōhaku Uta Gassen lần thứ 69 | Giám khảo                                           | [ 91 ]  |
| 2020 | Terrace House: Tokyo 2019–2020   | Bình luận của khách mời trong phòng thu ở tập 33–36 | [ 92 ]  |

### Lồng tiếng Nhật
| Năm  | Tựa phim           | Vai diễn | Lồng tiếng cho | Ghi chú | C.thích |
| ---- | ------------------ | -------- | -------------- | ------- | ------- |
| 2016 | Các vị thần Ai Cập | Zaya     | Courtney Eaton |         |         |

### Video âm nhạc
| Năm  | Nghệ sĩ            | Tên bài hát     | C.thích |
| ---- | ------------------ | --------------- | ------- |
| 2011 | Funky Monkey Babys | "Love Song"     |         |
| 2013 | Southern All Stars | "Eikō no Otoko" |         |
| 2015 | She's              | "Long Goodbye"  | [ 93 ]  |
| 2016 | Sakura Shimeji     | Hidarimune      | [ 94 ]  |

## Đề cử và giải thưởng
| Năm  | Giải thưởng                               | Hạng mục                         | Tác phẩm                                                      | Kết quả   | C.thích |
| ---- | ----------------------------------------- | -------------------------------- | ------------------------------------------------------------- | --------- | ------- |
| 2019 | Giải Elan d'or lần thứ 43                 | Diễn viên mới của năm            | Chính cô                                                      | Đoạt giải | [ 95 ]  |
| 2021 | Giải Nikkan Sports Film Awards lần thứ 34 | Nữ diễn viên phụ xuất sắc nhất   | It's a Flickering Life                                        | Đề cử     | [ 96 ]  |
| 2021 | Giải thưởng phim Hochi lần thứ 46         | Nữ diễn viên phụ xuất sắc nhất   | It's a Flickering Life                                        | Đề cử     | [ 97 ]  |
| 2021 | Giải thưởng phim Hochi lần thứ 46         | Nữ diễn viên chính xuất sắc nhất | And So the Baton Is Passed, etc.                              | Đoạt giải | [ 98 ]  |
| 2022 | Giải Blue Ribbon Awards lần thứ 64        | Nữ diễn viên chính xuất sắc nhất | And So the Baton Is Passed, Jigoku no Hanazono: Office Royale | Đoạt giải | [ 99 ]  |
| 2022 | Giải Viện Hàn lâm Nhật Bản lần thứ 45     | Nữ diễn viên chính xuất sắc nhất | And So the Baton Is Passed                                    | Đề cử     | [ 100 ] |
| 2022 | Giải thưởng phim Hochi lần thứ 47         | Nữ diễn viên chính xuất sắc nhất | Motherhood and My Broken Mariko                               | Đề cử     | [ 101 ] |
| 2023 | Giải thưởng phim Mainichi lần thứ 77      | Nữ diễn viên chính xuất sắc nhất | My Broken Mariko                                              | Đề cử     | [ 102 ] |
| 2023 | Giải Viện Hàn lâm Nhật Bản lần thứ 46     | Nữ diễn viên phụ xuất sắc nhất   | Motherhood                                                    | Đề cử     | [ 103 ] |
| 2024 | Giải Viện Hàn lâm Nhật Bản lần thứ 47     | Nữ diễn viên phụ xuất sắc nhất   | Mom, Is That You?!                                            | Đề cử     | [ 104 ] |